# Острів везіння
«Острів везіння» (рос. Остров везения) — російська комедія режисера Кирила Козлова.

## Зміст
Головний герой колись працював ведучим на телебаченні, але його зірка закотилася, і тепер він заробляє на життя, працюючи ведучим весіль. Робота закидає його на круїзний лайнер, повний дівчат, що беруть участь у конкурсі краси. Проте ряд випадковостей призводить до того, що три з них разом з горе-ведучим опиняються на безлюдному острові посеред океану.

## Ролі
| Актор               | Роль         |
| ------------------- | ------------ |
| Роман Юнусов        | Рома         |
| Світлана Ходченкова | Лена         |
| Анна Хилькевич      | Юлія         |
| Агнія Дітковскіте   | Даша         |
| Олексій Чумаков     | Льоша        |
| Тетяна Орлова       | мама Роми    |
| Даша Астаф'єва      | Клофелінниця |
| Юлія Гришина        | Атаманша     |
| Роман Юнусов        | Рома         |
| Марія Кравцова      |              |
| Олександр Сазонов   |              |

## Цікаві факти
- Фільм знімався на острові Хонг (провінція Крабі, південний Таїланд) поряд з відомим островом Пхукет (Таїланд).
- Під час порятунку дівчат з полону, Рома вражає тайців з великої саморобної рогатки і в одному з моментів стріляє папугою. Це є відсиланням до серії ігор Angry Birds.
- Коли Рома сидить за барною стійкою на круїзному лайнері, він, при поданні героїні Світлани Ходченкової, називає її «мимрою», що може бути відсиланням до фільму «Службовий роман. Наш час», де Ходченкова грає роль Людмили Калугіної «Мимри».